# Consuelo Mangifesta
Consuelo Mangifesta (Ortona, 3 luglio 1968) è un'ex pallavolista italiana.
Giocava nel ruolo di schiacciatrice.

## Carriera

### Giocatrice

#### Club

Mangifesta esulta in maglia materana nella stagione 1995-96

Comincia a giocare nella stagione 1984-85 nel Genova, in Serie A2; l'annata successiva passa al Fano, dove resta fino al 1988, guadagnando la promozione e disputando il primo campionato di Serie A1 nella stagione 1986-87.
Nella stagione 1988-89 passa al Matera, con la quale instaura un sodalizio della durata di un decennio, che corrisponde anche all'apice della sua carriera: con la squadra lucana infatti si aggiudica quattro scudetti, tre coppe Italia e due Coppe dei Campioni.
Nella stagione 1998-99 passa alla Sirio Perugia, dove vince una Coppa Italia: nel dicembre 1999 passa in prestito al Tortoreto, in Serie A2, per tornare poi nella squadra umbra per il campionato 2000-01.
Nella stagione 2001-02 viene ingaggiata dal Vicenza, aggiudicandosi la Supercoppa italiana, ma nel mese di novembre si trasferisce in Spagna nel Tenerife, con il quale si aggiudica un campionato spagnolo e una Coppa della Regina. Nella stagione 2002-03 torna in Italia con la maglia del Modena, ma nel mese di novembre viene nuovamente ceduta, questa volta allo Spezzano: al termine del campionato decide di ritirarsi dalla pallavolo agonistica.

#### Nazionale
Nel periodo dal 1990 al 1995 ha fatto parte della nazionale italiana, con la quale ha esordito il 10 giugno 1990 in un'amichevole a Cesenatico, persa per 3-0 contro il Brasile e con cui, pur vantano 85 presenze, non è mai riuscita a raggiungere risultati rilevanti.

### Dopo il ritiro
Ha ricoperto incarichi dirigenziali in diverse squadre come l'Asystel e la Roma e si è dedicata all'attività di commentatrice tecnica nelle telecronache degli incontri di campionato e della nazionale italiana per conto della RAI. Ricopre inoltre il ruolo di responsabile relazioni esterne, eventi e comunicazione della Lega Pallavolo Serie A femminile.
Il 23 ottobre 2013 viene nominata assessore del comune di Ortona con deleghe allo sport, alle manifestazioni, agli eventi e alle politiche giovanili; la sua esperienza nella giunta si conclude però il 5 dicembre successivo, dopo neanche un mese e mezzo di lavoro, a seguito delle dimissioni presentate dalla Mangifesta per motivi personali e di lavoro.

## Palmarès

### Club

#### Competizioni nazionali
- Campionato italiano: 4

Matera: 1991-92, 1992-93, 1993-94, 1994-95
- Coppa Italia: 4

Matera: 1992-93, 1993-94, 1994-95
Sirio Perugia: 1998-99
- Supercoppa italiana: 1

Vicenza: 2001
- Campionato spagnolo: 1

Tenerife: 2001-02
- Coppa della Regina: 1

Tenerife: 2001-02

#### Competizioni internazionali
- Coppa dei Campioni: 2

Matera: 1992-93, 1995-96